# Simon Gutknecht
Simon Gutknecht (* 1987 in Uster, ZH) ist ein Schweizer Filmeditor. Er wohnt und arbeitet in Berlin.

## Leben
Simon Gutknecht studierte an der Zürcher Hochschule der Künste und schloss diese mit einem Master of Arts in Film Editing ab. Als Abschlussfilm schnitt er den Kurzfilm Facing Mecca von Regisseur Jan-Eric Mack, welcher weltweit an über 100 Festivals gezeigt wurde und zahlreiche Preise gewann. Unter anderem erhielt der Film einen silbernen Student Academy Award, den Schweizer Filmpreis und den Hauptpreis am Palm Springs International Shortfest. Zudem war der Film auf der Shortlist für den 90. Academy Award.
Der Kinofilm The Forgotten (Originaltitel "Забуті", ukrainisch) von Regisseurin Daria Onyshchenko feierte seine Weltpremiere am Internationalen Filmfestival Warschau, wo er von der Jury eine Special Mention erhielt. Zudem war The Forgotten Eröffnungsfilm des Molodist International Film Festival. Maryna Koshkina erhielt den ukrainischen Filmpreis als beste weibliche Hauptrolle.
Seit 2014 ist Simon Gutknecht als Filmeditor in Deutschland und der Schweiz tätig.

## Filmografie (Auswahl)
- 2014: Der Bestatter (Fernsehserie)
- 2014: Abi means Papa (Dokumentarfilm)
- 2014: Von Faltbooten und Heringen (Kurzfilm)
- 2015: Der Bestatter (Fernsehserie)
- 2017: Facing Mecca (Kurzfilm)
- 2017: Seitentriebe (Fernsehserie)
- 2017: Shadow Thieves (Dokumentarfilm)
- 2018: Blue Note Records: Beyond the Notes (TV Fassung)
- 2019: Volunteer (Dokumentarfilm)
- 2019: The Forgotten (Kinofilm)
- 2020: Wilder (Fernsehserie, 2 Folgen)
- 2020: Deine Strasse (Kurzfilm)
- 2021: 3 Frauen 1 Auto (Fernsehserie, 10 Folgen)
- 2021: Das Netz, Spiel am Abgrund (Fernsehserie, 2 Folgen)
- 2022: Der Gejagte (Fernsehfilm)
- 2022: Einfach Nina (Fernsehfilm)
- 2022: Herzogpark (Fernsehsechsteiler)
- 2023: Davos 1917 (Fernsehserie, 2 Folgen)
- 2023: Turmschatten (Fernsehserie)